# Marabotino
Marabotino è il dinar, una moneta d'oro coniata in Spagna dagli Almoravidi (in arabo al-Murābiṭūn, المرابطون cioè "gli eremiti"), una dinastia berbera, proveniente dal Sahara, che regnò sul Maghreb e sulla Spagna tra la fine dell'XI e gli inizi del XII secolo.
Dal marabotino deriva una successiva moneta spagnola, il maravedí. La moneta si trova indicata anche con nomi simili come maurabofino, marhofino, morahofino, marehefinus etc.

## Storia
La prima emissione d'oro con testo in arabo e in latino fu probabilmente una moneta coniata a Barcellona agli inizi dell'XI secolo. Nel XII secolo ci fu un marabotino coniato da Alfonso I del Portogallo (1112-1185) con la legenda MONETA DOMINI AFNSI e REGIS PORTUGALIENSIUM.
Sotto Ferdinando II di León (1157-1188) fu battuta una moneta d'oro con legenda in latino, che recava il tipo del re con la corona, la spada e la croce.
Alfonso VIII di Castiglia e il figlio Enrico fecero battere a Toledo dei marabottini con legenda in arabo e un versetto del vangelo di san Marco al rovescio. Le monete furono coniate tra la fine del XII secolo e l'inizio del successivo. La moneta è citata anche come alfonsino o anfursinus.